# Kroger St. Jude International and the Cellular South Cup 2004
Kroger St. Jude International and the Cellular South Cup 2004 - тенісні турніри, що проходили на закритих кортах з твердим покриттям Racquet Club of Memphis у Мемфісі (США). Належали до серії International Gold в рамках Туру ATP 2004, а також серії Tier III в рамках Туру WTA 2004. Тривав з 15 до 22 лютого 2004 року.

## Фінальна частина

### Одиночний розряд, чоловіки
Йоахім Йоханссон —  Ніколас Кіфер 7–6(7–5), 6–3
- Для Йоханссона це був єдиний титул за сезон і 1-й — за кар'єру.

### Одиночний розряд, жінки
Віра Звонарьова —  Ліза Реймонд 4–6, 6–4, 7–5
- Для Звонарьової це був 1-й титул за рік і 2-й - за кар'єру.

### Парний розряд, чоловіки
Боб Браян /  Майк Браян —  Джефф Кутзе /  Кріс Гаггард 6–3, 6–4
- Для Боба Браяна це був 2-й титул за сезон і 16-й - за кар'єру. Для Майка Браяна це був 2-й титул за сезон і 18-й - за кар'єру.

### Парний розряд, жінки
Оса Свенссон /  Мейлен Ту —  Марія Шарапова /  Віра Звонарьова 6–4, 7–6(7–0)
- Для Свенссон це був єдиний титул за сезон і 9-й — за кар'єру. Для Ту це був єдиний титул за сезон і 5-й — за кар'єру.